# Les Misérables (film fra 2012)
 For alternative betydninger, se Les Misérables (flertydig). (Se også artikler, som begynder med Les Misérables)
Les Misérables er en britisk film instrueret af Tom Hooper fra 2012.

## Medvirkende
- Hugh Jackman som Jean Valjean
- Russell Crowe som Javert
- Anne Hathaway som Fantine
- Amanda Seyfried som Cosette
- Eddie Redmayne som Marius
- Helena Bonham Carter som Madame Thénardier
- Sacha Baron Cohen som Thénardier
- Samantha Barks som Éponine
- Isabelle Allen som Unge Cosette
- Aaron Tveit som Enjolras